# توم سبنسر (مغن مؤلف)
توم سبنسر (بالإنجليزية: Tom Spencer)‏ هو مغن مؤلف بريطاني، ولد في 30 يونيو 1967.